# Сборная Туниса по хоккею с шайбой
Сборная Туниса по хоккею с шайбой (араб. منتخب تونس لهوكي الجليد‎, фр. Équipe de Tunisie de hockey sur glace) представляет Тунис на международном уровне в хоккее с шайбой.

## История
Тунисская хоккейная ассоциация была создана в 2009 году, но до сих пор не входит в число членов ИИХФ.
Национальная сборная была впервые сформирована в 2014 году. 14 июня тунисцы провели первый в истории неофициальный матч против французской команды «Кокс де Курбевуа». Поединок, который проходил в Курбевуа, закончился победой французов — 6:5. В состав сборной Туниса вошли хоккеисты, выступающие во Франции, Канаде, Финляндии, Германии и Бельгии.
Этот матч остаётся единственным в истории сборной Туниса: с тех пор она не проводила ни одного официального или неофициального матча.
В 2016 году сборная Туниса в Рабате играла в Кубке Африки со сборными Алжира, Египта и Марокко, однако матчи проводились в формате 4х4 на ледовой площадке меньше стандартов ИИХФ.

## Состав сборной Туниса
Эти хоккеисты были вызваны на единственный в истории матч сборной Туниса.
| Игрок            | Амплуа     | Дата рождения    | Команда        |
| ---------------- | ---------- | ---------------- | -------------- |
| Аксель бен Амор  | вратарь    | 24 января 1995   | Реймс          |
| Адриен Хелиль    | вратарь    | 30 марта 1990    | Клермон-Ферран |
| Рафаэль Венсан   | вратарь    | 27 ноября 1981   | Тулуза         |
| Медхи Белхассен  | защитник   | 28 мая 1986      | Даммари        |
| Гаэль Клер       | защитник   | 20 ноября 1983   | Тур            |
| Мерван Коррон    | защитник   | 1 января 1994    | Валанс         |
| Нильс Коррон     | защитник   | 4 мая 1998       | Валанс         |
| Хелиль Горт      | защитник   | 6 апреля 1992    | Аплейкерс      |
| Рияд Бензекри    | нападающий | 16 апреля 1980   | Монреаль       |
| Натан Бернье     | нападающий | 6 февраля 1990   | Вийяр де Ланс  |
| Венсан Эльбазе   | нападающий | 30 сентября 1989 | Курбевуа       |
| Джеймс Хедли     | нападающий | 20 августа 1981  | Лион           |
| Сами Каларис     | нападающий | 26 марта 1980    | Амьен          |
| Микаэль Локнер   | нападающий | 15 февраля 1993  | Норшё          |
| Скандер Менасри  | нападающий | 14 февраля 1983  | Регенсбург     |
| Армин Райзингер  | нападающий | 24 января 1996   | Штутгарт       |
| Эдриен Себаг     | нападающий | 4 июня 1994      | Эдриен Колледж |
| Амин ван де Путт | нападающий | 17 июня 1992     | Экло Йети Бирз |
| Ахраф Знаки      | нападающий | 7 июня 1992      | Монреаль       |

Главный тренер
 Веса Суренкин
Помощники главного тренера
 Бен-Амор Хальфалла
 Виссем Семей
 Жан-Франсуа Коррон